# العلاقات المجرية النمساوية
العلاقات المجرية النمساوية هي العلاقات الثنائية التي تجمع بين المجر والنمسا.

## مقارنة بين البلدين
هذه مقارنة عامة ومرجعية للدولتين:
| وجه المقارنة                                              | المجر                                                       | النمسا                                                    |
| --------------------------------------------------------- | ----------------------------------------------------------- | --------------------------------------------------------- |
| المساحة (كم2)                                             | 93.04 ألف                                                   | 83.86 ألف                                                 |
| عدد السكان (نسمة)                                         | 9.78 مليون                                                  | 8.81 مليون                                                |
| الكثافة السكانية (ن./كم²)                                 | 105.12                                                      | 105.06                                                    |
| العاصمة                                                   | بودابست                                                     | فيينا                                                     |
| اللغة الرسمية                                             | لغة مجرية                                                   | اللغة الألمانية، لغة الإشارة النمساوية ‏                   |
| العملة                                                    | فورنت مجري                                                  | يورو، شلن نمساوي، رايخ مارك، شلن نمساوي                   |
| الناتج المحلي الإجمالي (بليون دولار)                      | 139.14 مليار                                                | 416.60 مليار                                              |
| الناتج المحلي الإجمالي (تعادل القوة الشرائية) بليون دولار | 260.42 مليار                                                | 426.99 مليار                                              |
| الناتج المحلي الإجمالي الاسمي للفرد دولار أمريكي          | 12.36 ألف                                                   | 43.77 ألف                                                 |
| الناتج المحلي الإجمالي للفرد دولار أمريكي                 | 25.07 ألف                                                   | 47.68 ألف                                                 |
| مؤشر التنمية البشرية                                      | 0.828                                                       | 0.885                                                     |
| رمز المكالمات الدولي                                      | +36                                                         | +43                                                       |
| رمز الإنترنت                                              | .hu                                                         | .at                                                       |
| المنطقة الزمنية                                           | ت ع م+01:00، ت ع م+02:00، أوروبا/بودابست ‏، توقيت وسط أوروبا | توقيت وسط أوروبا، ت ع م+01:00، ت ع م+02:00، أوروبا/فيينا ‏ |

## مدن متوأمة
في ما يلي قائمة باتفاقيات التوأمة بين مدن مجرية ونمساوية:
- ترتبط ناجيكانيزسا مع Gleisdorf [الإنجليزية]‏ باتفاقية توأمة منذ 1 يونيو 1998.
- ترتبط زومباثلي مع Oberwart [الإنجليزية]‏ باتفاقية توأمة منذ 1991.
- ترتبط Bóly [الإنجليزية]‏ مع Semriach [الإنجليزية]‏ باتفاقية توأمة.
- ترتبط 15th district of Budapest [الإنجليزية]‏ مع Liesing [الإنجليزية]‏ باتفاقية توأمة.
- ترتبط Kisújszállás [الإنجليزية]‏ مع Eberschwang [الإنجليزية]‏ باتفاقية توأمة.
- ترتبط Kadarkút [الإنجليزية]‏ مع Voitsberg [الإنجليزية]‏ باتفاقية توأمة.
- ترتبط شوبرون مع آيزنشتات باتفاقية توأمة منذ 1987.
- ترتبط ازترغوم مع Mariazell [الإنجليزية]‏ باتفاقية توأمة منذ 1992.
- ترتبط Várkerület [الإنجليزية]‏ مع Innere Stadt [الإنجليزية]‏ باتفاقية توأمة.
- ترتبط Lenti [الإنجليزية]‏ مع باد رادكرسبيرغ باتفاقية توأمة.
- ترتبط Zalalövő [الإنجليزية]‏ مع Oberaich [الإنجليزية]‏ باتفاقية توأمة.
- ترتبط Várpalota [الإنجليزية]‏ مع فولفسبورج (النمسا) باتفاقية توأمة.
- ترتبط سيكشفهيرفار مع سانت بولتن باتفاقية توأمة منذ 28 أكتوبر 1978.
- ترتبط Celldömölk [الإنجليزية]‏ مع Neudau [الإنجليزية]‏ باتفاقية توأمة.
- ترتبط كوسيغ مع يودنبورغ باتفاقية توأمة منذ 1995.
- ترتبط جيولا ، المجر مع Schenkenfelden [الإنجليزية]‏ باتفاقية توأمة.
- ترتبط كابوشفار مع فيلاخ باتفاقية توأمة منذ 1990.[15][16][17][18]
- ترتبط جاردوني مع Kirchbach, Carinthia [الإنجليزية]‏ باتفاقية توأمة.
- ترتبط بيتش مع غراتس باتفاقية توأمة.
- ترتبط Siklós [الإنجليزية]‏ مع Feldbach, Styria [الإنجليزية]‏ باتفاقية توأمة.[19]
- ترتبط كيكسكيميت مع دورنبيرن باتفاقية توأمة منذ 2006.[20][20][20]
- ترتبط غودولو مع باد إيستشل باتفاقية توأمة.
- ترتبط Sellye [الإنجليزية]‏ مع Gnas, Styria [الإنجليزية]‏ باتفاقية توأمة.
- ترتبط كوبوفار مع Andau [الإنجليزية]‏ باتفاقية توأمة.
- ترتبط Sásd [الإنجليزية]‏ مع Raaba [الإنجليزية]‏ باتفاقية توأمة.
- ترتبط زالاجيرسيج مع كلاغنفورت باتفاقية توأمة منذ 1990.
- ترتبط موشونمادياروفار [الإنجليزية]‏ مع تشوكيراو باتفاقية توأمة.
- ترتبط بودابست مع فيينا باتفاقية توأمة منذ 3 أغسطس 2012.[21][21][21][21]
- ترتبط دوناوجفاروس مع لينتس باتفاقية توأمة.
- ترتبط Magyarszék [الإنجليزية]‏ مع Mettersdorf am Saßbach [الإنجليزية]‏ باتفاقية توأمة.
- ترتبط Pécsvárad [الإنجليزية]‏ مع Hausmannstätten [الإنجليزية]‏ باتفاقية توأمة.

## منظمات دولية مشتركة
يشترك البلدان في عضوية مجموعة من المنظمات الدولية، منها:
| علم المنظمة | اسم المنظمة                               | تاريخ انضمام المجر | تاريخ انضمام النمسا |
| ----------- | ----------------------------------------- | ------------------ | ------------------- |
|             | الاتحاد الأوروبي                          | 1 مايو 2004        | 1995                |
|             | وكالة ضمان الاستثمار متعدد الأطراف        | 21 أبريل 1988      | 16 ديسمبر 1997      |
|             | منظمة التعاون الاقتصادي والتنمية          | 7 مايو 1996        | ?                   |
|             | الأمم المتحدة                             | 14 ديسمبر 1955     | 14 ديسمبر 1955      |
|             | الوكالة الدولية للطاقة                    | ?                  | ?                   |
|             | الفريق المعني برصد الأرض                  | ?                  | ?                   |
|             | مركز تنسيق الحركة في أوروبا ‏              | ?                  | ?                   |
|             | منظمة حظر الأسلحة الكيميائية              | ?                  | ?                   |
|             | منظمة التجارة العالمية                    | 1995               | ?                   |
|             | منظمة الشرطة الجنائية الدولية             | ?                  | ?                   |
|             | منظمة الأمن والتعاون في أوروبا            | 25 يونيو 1973      | 25 يونيو 1973       |
|             | مؤسسة التنمية الدولية                     | 29 أبريل 1985      | 28 يونيو 1961       |
|             | نظام تحكم تكنولوجيا القذائف               | 1993               | 1991                |
|             | يونسكو                                    | 14 سبتمبر 1948     | 13 أغسطس 1948       |
|             | مجلس أوروبا                               | 6 نوفمبر 1990      | ?                   |
|             | الاتحاد البريدي العالمي                   | ?                  | ?                   |
|             | البنك الدولي للإنشاء والتعمير             | 7 يوليو 1982       | 27 أغسطس 1948       |
|             | الاتحاد الدولي للاتصالات                  | 1866               | 1866                |
|             | مؤسسة التمويل الدولية                     | 29 أبريل 1985      | 28 سبتمبر 1956      |
|             | المنظمة الأوروبية لسلامة الملاحة الجوية   | 1992               | 1993                |
|             | المركز الدولي لتسوية المنازعات الاستشارية | 6 مارس 1987        | 24 يونيو 1971       |
|             | مجموعة أستراليا                           | 1993               | 1989                |
|             | مجموعة الموردين النوويين                  | ?                  | ?                   |

## أعلام
هذه قائمة لبعض الشخصيات التي تربطها علاقات بالبلدين:
- ألفرد أدلر (7 فبراير 1870[31][32][33] – 28 مايو 1937[31][32][33])
- إرفين شرودنغر (فيزيائي نمساوي، 12 أغسطس 1887[34][35][36] – 4 يناير 1961[36][35][37])
- إيغون شيلي (رسام نمساوي، 12 يونيو 1890[38][39][40] – 31 أكتوبر 1918[38][39][40])
- جورج تراكل (3 فبراير 1887[41][42][43] – 3 نوفمبر 1914[41][42][43])
- روبرت موزيل (كاتب نمساوي، 6 نوفمبر 1880[44][45][46] – 15 أبريل 1942[44][45][46])
- رودلف شتاينر (25 فبراير 1861[47][48][49] – 30 مارس 1925[47][50][48])
- ريشارد سيغموندي (كيميائي نمساوي، 1 أبريل 1865[51][52][53] – 23 سبتمبر 1929[51][52][53])
- زيتا من بوربون بارما (9 مايو 1892[54][55] – 14 مارس 1989[54][55])
- سيباستيان كورتس (وزير خارجية النمسا منذ 2013، 27 أغسطس 1986[56] – )
- فرانتس ليهار (ملحن نمساوي، 30 أبريل 1870[57][58][59] – 24 أكتوبر 1948[57][58][59])
- فرانز ليست (موسيقار مجري - نمساوي، 22 أكتوبر 1811[60][61][62] – 31 يوليو 1886[60][61][62])
- كارولي الأول ملك المجر (سياسي مجري، 1288 – 16 يوليو 1342[63])
- كريستيان دوبلر (29 نوفمبر 1803[64][65][66] – 17 مارس 1853[64][65][66])
- لويس الأول المجري (5 مارس 1326 – 10 سبتمبر 1382)
- ماكسيمليان الثاني (31 يوليو 1527[67] – 12 أكتوبر 1576[67])

## وصلات خارجية
- موقع وزارة الخارجية المجرية
- موقع وزارة الخارجية النمساوية